# Gorzów Wielkopolski
Gorzów Wielkopolski (nemško Landsberg an der Warthe) je mesto na zahodu Poljske, ki leži ob reki Warta. Je največje mesto v Lubuškem vojvodstvu s 125.149 prebivalci (junij 2009).
Iz Gorzówa izvira bivši poljski premier Kazimierz Marcinkiewicz. V bližini mesta se nahaja največje znano nahajališče nafte na Poljskem. Mesto je eno izmed dveh središč rimsokatoliške škofije Zielona Góra-Gorzów. 

## Etimologija
Poljsko ime mesta Gorzów se (zapisano kot Gorzew) na poljskih zemljevidih in zgodovinskih knjigah pojavlja že v 18. stoletju in morda celo prej. 
Pojavlja se v delu Samuela Orgelbranda Antična Poljska glede na svojo zgodovino, geografijo in statistiko, izdanem leta 1848 v Varšavi. Deset let prej, leta 1838, se zapis Gorzew pojavi v knjigi, izdani v Parizu s podobnim (sicer nekoliko širšim) naslovom, ki opisuje celotno Poljsko. 
Današnji zapis Gorzów se na uradnem zemljevidu prvič pojavi leta 1900, in sicer na zemljevidu »Królestwo Polskie«, natisnjenem v Lwowu leta 1900 z nemškim zapisom Landsberg an der Warthe v oklepaju ob poljskem zapisu. Glede na pravila stare poljščine lahko Gorzów interpretiramo kot izpeljanko iz besed gorzenie oz. pogorzelcy (»požar«) ali celo gorzelnia oz. gorzałka (»pivovarna«).  
Nemško ime Landsberg an der Warthe izvira iz nemške besede land (»dežela) in berg (»gora«) skupaj z Warthe - nemškim nazivom za reko Warta. 
V poljščini se je sčasoma obdržal naziv Gorzów, potem, ko se je po 2. sv. v. začel uporabljati tudi naziv Kobylagóra (»Kobilja gora«), ki se je do danes ohranil kot ime ene izmed mestnih ulic. Beseda Wielkopolski (del Velikopoljskega vojvodstva) je bila dodana kasneje (mesto je bilo del omenjenega vojvodstva med letoma 1946 in 1950), a je treba upoštevati dejstvo, da sam Gorzów ni del zgodovinske pokrajine Velike Poljske.  